# بيت الحاجري (مدينة حجة)

تعديل مصدري - تعديل

بيت الحاجري هي إحدى قرى عزلة حملان بمديرية مدينة حجة التابعة لمحافظة حجة، بلغ تعداد سكانها 204 نسمة حسب تعداد اليمن لعام 2004.